# Helena Kovářová
Helena Kovářová (19. srpna 1921 – ???) byla česká a československá politička Komunistické strany Československa a poúnorová poslankyně Národního shromáždění ČSSR a poslankyně Sněmovny lidu Federálního shromáždění za normalizace.

## Biografie
Ve volbách roku 1960 byla zvolena za KSČ do Národního shromáždění ČSSR za Jihomoravský kraj. Mandát obhájila ve volbách v roce 1964. V Národním shromáždění zasedala až do konce jeho funkčního období v roce 1968. K roku 1968 se profesně uvádí jako mechanička kancelářských strojů z obvodu Brno III.
Po federalizaci Československa usedla roku 1969 do Sněmovny lidu Federálního shromáždění (volební obvod Brno III). Mandát obhájila ve volbách roku 1971 (volební obvod č. 86 - Brno-město-jih, Jihomoravský kraj). Ve FS zasedala až do konce funkčního období, tedy do voleb roku 1976.
K roku 1971 se profesně uvádí jako dělnice.